# 台北競技俱樂部女子隊
台北競技俱樂部女子隊，（英語：Athletic Club Taipei，簡稱：AC Taipei女子隊），是一家位於台灣台北的足球俱樂部，該隊前身為中華台北男子足球代表隊前選手陳信安創辦的陳信安足球學校，陳信安足球學校在2020年成立台北競技俱樂部後，該俱樂部又於2022年宣布成立女子隊。

## 隊史
2023年1月台北競技俱樂部公布規劃「Future Project」，計畫成立女子隊及女子梯隊、挑戰台灣木蘭足球聯賽以及女子青年聯賽，並公開招募隊員，也簽下有旅歐經歷、國腳履歷的許翊筠。之後也陸續與潘彥昕、王湘惠及楊雅涵等球員簽約，並將眾球員外租至桃園戰神，避免球員只訓練卻無賽可踢的局面。
2023年12月及2024年年初，台北競技持續簽下球員，包括三名烏拉圭外援；三名新北高中球員許綵倫、劉芷綾及潘愉絜；兩名門將朱芳儀及陳巧倫；以及一名丹麥外援，力求備戰台灣木蘭足球聯賽資格賽。
2024年3月台灣木蘭足球聯賽資格賽，台北競技女子隊首戰11-0大勝科學城女足，惟次回合1-2敗於戰神Mars女足，無緣晉級2024年台灣木蘭足球聯賽。